# سد ووشان
سد ووشان (به لاتین: Wawushan Dam) یک سد خاکی در چین است که در یاان واقع شده‌است.